# Leumicamia leucosoma
Leumicamia leucosoma är en fjärilsart som beskrevs av Felder 1874. Leumicamia leucosoma ingår i släktet Leumicamia och familjen nattflyn. Inga underarter finns listade i Catalogue of Life.